# Radical face
Radical face (Радикальна Особа) — американський рок-гурт, створений Беном Купером, 24-річним жителем Флориди. Він назвав себе радикальним обличчям, тому що він «думав, що це буде досить кумедно».
Перші альбоми Бена Купера реєструвалися під псевдонімом Радикальні Обличчя. Однак, його перший реліз називався Ghost.
На 16 листопада 2010 Бен випустив шість треків під назвою «Touch The Sky», який слугує закускою для альбому, який називається Family Tree. Він повинен бути випущений 4 жовтня 2011, перший альбом буде називатися «Roots followed by Branches and Leaves». Крім того, новий EP намічений до випуску для вільного скачування в серпні 2011 року як підготовки до Roots.

## Дискографія
Ghost (2007) 
Touch The Sky EP (2008) 
The Bastards - Volume One EP (2009) 
The Roots (2011)